# 鷲尾天
鷲尾 天（わしお たかし、1965年〈昭和40年〉9月16日 - ）は、日本のアニメーションプロデューサー。東映アニメーション所属。

## 概要
東映アニメーションに入社後、テレビアニメ『釣りバカ日誌』や、2007年に放送された『金田一少年の事件簿スペシャル』のプロデュースを手掛ける。
2004年（平成16年）2月から朝日放送日曜朝8時30分枠のアニメをそれまで担当してきた関弘美に代わって担当になり、同時に始まった『ふたりはプリキュア』から『Yes!プリキュア5GoGo!』まで5年間「プリキュアシリーズ」のプロデューサーを務める。2009年（平成21年）1月を以って同枠のプロデューサーから退き、翌月の『フレッシュプリキュア!』からは梅澤淳稔に交代している。その後、2015年（平成27年）2月から放送の『Go!プリンセスプリキュア』にて再び企画として携わり、それ以降の作品にも引き続き企画を担当している。この事から一部メディアでは『プリキュアの生みの親』『プリキュアの父』と呼ばれている。

## 来歴
- 秋田県秋田市出身[1]。
- 秋田県立秋田高等学校、慶應義塾大学法学部卒業。
- 就職浪人をし、商社に半年位、三省堂営業で2年、新規開局した地元・秋田の秋田朝日放送の記者を1992年より6年間務め、1998年に東映アニメーション株式会社（以下、東アニ）に入社[1][5]。
- 2015年6月1日、東アニの企画営業本部のテレビ企画部長に昇進し、映画室長とシナリオ室長も兼務する。それまでは、企画営業本部のテレビ企画部長代理とテレビ室長を務めていた[6]。
- 2016年6月28日、東アニの組織改編に伴い、企画製作本部のテレビ企画部長兼映画室長に着任し、同時に役員待遇へと昇進する[7]。
- 2017年6月28日、東アニが執行役員制度を導入したのに伴い、役員待遇から執行役員になる[8]。
- 2018年3月24日、東アニの組織改編に伴い、企画製作本部の第一映像企画部長（執行役員）に着任し、映像企画管理室長も兼務する。
- 2020年2月28日、東アニの組織改編に伴い、企画製作本部企画部のエグゼクティブ・プロデューサー（執行役員）に着任する。
- 2024年4月1日、上記役職に加え、製作本部副本部長兼製作部長を兼務。

## 主な作品

### テレビアニメ
2000年
- ONE PIECE（2000年 - 2002年、プロデューサー補）

2002年
- キン肉マンII世（プロデューサー）
- 釣りバカ日誌（2002年 - 2003年、プロデューサー）

2004年
- ふたりはプリキュア（2004年 - 2005年、プロデューサー）
- キン肉マンII世 ULTIMATE MUSCLE（プロデューサー）

2005年
- ふたりはプリキュア Max Heart（2005年 - 2006年、プロデューサー）

2006年
- キン肉マンII世 ULTIMATE MUSCLE2（プロデューサー）
- ふたりはプリキュア Splash Star（2006年 - 2007年、プロデューサー）

2007年
- Yes!プリキュア5（2007年 - 2008年、プロデューサー）
- 金田一少年の事件簿スペシャル（プロデューサー）

2008年
- Yes!プリキュア5GoGo!（2008年 - 2009年、プロデューサー）
- ねぎぼうずのあさたろう（2008年 - 2009年、プロデューサー）

2009年
- 怪談レストラン（2009年 - 2010年、プロデューサー）
- 空中ブランコ（プロデューサー）

2011年
- トリコ（2011年 - 2014年、プロデューサー）

2014年
- マジンボーン（2014年 - 2015年、プロデューサー）

2015年
- Go!プリンセスプリキュア（2015年 - 2016年 、企画）

2016年
- 魔法つかいプリキュア!（2016年 - 2017年、企画）
- ワールドトリガー（チーフプロデューサー）
- 金田一少年の事件簿R（企画、チーフプロデューサー）
- 美少女戦士セーラームーンCrystal（企画）
- デジモンユニバース アプリモンスターズ（2016年 - 2017年、企画）
- タイガーマスクW（企画）

2017年
- キラキラ☆プリキュアアラモード（2017年 - 2018年、企画）

2018年
- HUGっと!プリキュア（2018年 - 2019年、企画）
- ゲゲゲの鬼太郎（2018年 - 2020年、企画）
- おしりたんてい（2018年 - 2022年、企画）

2019年
- スター☆トゥインクルプリキュア（2019年 - 2020年、企画）

2020年
- ヒーリングっど♥プリキュア（2020年 -　2021年、企画）

2021年
- トロピカル〜ジュ!プリキュア（2021年 -　2022年、企画）

2022年
- デリシャスパーティ♡プリキュア（2022年 - 2023年、企画）

2023年
- ひろがるスカイ!プリキュア（2023年 - 2024年、企画、エグゼクティブプロデューサー）
- キボウノチカラ〜オトナプリキュア'23〜（エグゼクティブプロデューサー）

2024年
- わんだふるぷりきゅあ!（2024年 - 2025年、企画、エグゼクティブプロデューサー） 

2025年
- キミとアイドルプリキュア♪（2025年 - 、企画）

### 劇場アニメ
1999年
- 金田一少年の事件簿2・殺戮のディープブルー（プロデューサー補）

2000年
- ONE PIECE（プロデューサー補）

2001年
- ONE PIECE ねじまき島の冒険（企画）
- キン肉マンII世（企画）

2002年
- キン肉マンII世 マッスル人参争奪!超人大戦争（企画）

2005年
- 映画 ふたりはプリキュア Max Heart（企画協力）
- 映画 ふたりはプリキュア Max Heart 2 雪空のともだち（企画）

2006年
- 映画 ふたりはプリキュア Splash Star チクタク危機一髪!（企画）

2007年
- 映画 Yes!プリキュア5 鏡の国のミラクル大冒険!（企画協力）

2008年
- 映画 Yes!プリキュア5GoGo! お菓子の国のハッピーバースディ♪（企画協力）
  - ちょ〜短編 プリキュアオールスターズ GoGoドリームライブ（企画）

2009年
- 映画 プリキュアオールスターズDX みんなともだちっ☆奇跡の全員大集合!（企画）

2010年
- 映画 プリキュアオールスターズDX2 希望の光☆レインボージュエルを守れ!（企画）

2011年
- 映画 プリキュアオールスターズDX3 未来にとどけ! 世界をつなぐ☆虹色の花（企画）

2015年
- 映画 Go!プリンセスプリキュア Go!Go!!豪華3本立て!!!（企画）

2017年
- 映画 プリキュアドリームスターズ!（企画）

2020年
- 人体のサバイバル！（プロデューサー）

2024年
- あめだま（プロデューサー）

### OVA
- ビー・バップ・ハイスクール（1998年、製作進行）
- 金田一少年の事件簿（2012年 - 2013年、アニメーションプロデューサー）

### Webアニメ
- パンダなりきりたいそう（2024年、企画[11]）

### 実写映画
- ママレード・ボーイ（2018年、製作）

### 特撮
- 手裏剣戦隊ニンニンジャー THE MOVIE 恐竜殿さまアッパレ忍法帖!（2015年、企画）

### 舞台
- 「『Dancing☆Starプリキュア』The Stage」（2023年・2025年、スーパーバイザー）[12][13][14]